# Carmen García Merino
Carmen García Merino (Soria, 17 de diciembre de 1944) es una arqueóloga y profesora española, catedrática de Arqueología de la Universidad de Valladolid.

## Biografía
Se licenció en Filosofía y Letras por la Universidad de Valladolid en 1966, defendiendo al año siguiente su memoria de licenciatura bajo el título La ciudad de Uxama y su área de influencia, y se doctoró en 1973 gracias a la tesis Aspectos demográficos de Hispania Romana: el Conventus Cluniensis, bajo la dirección de Pedro de Palol. Desde el curso 1967-68 ha desarrollado su carrera docente en la Universidad de Valladolid como profesora ayudante de Arqueología, como profesora adjunta de Arqueología, Epigrafía y Numismática, como profesora adjunta de Historia Antigua, como profesora titular de Arqueología y, desde 2010, como catedrática de Arqueología.
Sus trabajos de investigación se centran en la Hispania romana, en concreto las líneas de hábitat, cultura material y epigrafía, y ha llevado a cabo excavaciones en varios yacimientos, como Lancia en 1973 y 1974, y Uxama Argaela desde 1976 hasta 2010. Así mismo, entre 1990 y 1997 participó en la edición de la Tabula Imperii Romani, y desde 1997 ha trabajado en la labor de recuperación, musealización y estudio de la villa romana de Almenara-Puras.